# Herb gminy Tworóg
Herb gminy Tworóg – jeden z symboli gminy Tworóg, ustanowiony 27 maja 2013.

## Wygląd i symbolika
Herb przedstawia na tarczy w polu zielonym dwa skrzyżowane młotki srebrne ponad takimż zamkiem.
Skrzyżowane młotki symbolizują występowanie w przeszłości na terenie gminy Tworóg licznych kopalni odkrywkowych rud żelaza. Budynek przedstawia zamek tutejszego właściciela dóbr tworoskich.